# Santa Monica College
El Santa Monica College (SMC) és un col·legi universitari públic que imparteix carreres universitàries de dos anys de durada a Santa Mònica, Califòrnia. Més de 34.000 estudiants hi assisteixen. Aproximadament uns 3.300 són estudiants estrangers, provinents de 100 països del món. SMC va ser fundat el 1929 amb el nom de Santa Monica Junior College.